# Parti coopératif
Le Parti coopératif (Co-operative Party en anglais et Y Blaid Gydweithredol en gallois) est un parti politique britannique de centre gauche actif à l’échelle de la Grande-Bretagne.
Créé en 1917, le parti est présidé par Jim McMahon à partir de 2020. Du point de vue électoral, il est particulièrement lié au Parti travailliste, les deux formations présentant leurs candidats communs sous l’étiquette de « Parti travailliste et coopératif ». Un Parti coopératif écossais et un Parti coopératif de Galles ont été formés à la suite de la dévolution du pouvoir vers l’Écosse et le pays de Galles.

## Histoire
Le Parti coopératif est créé en 1917 après avoir été approuvé par le mouvement coopératif britannique (en) dans un congrès du mois de mai à Swansea,.

## Direction
La direction du Parti coopératif est exercée par un président (chair), assisté d’un secrétaire général (general secretary).

### Présidents
- William Henry Watkins (en) (1918-1924)
- Alfred Barnes (1924-1945)
- William Coldrick (en) (1945-1955)
- Albert Ballard (en) (1955-1957)
- James Peddie (en) (1957-1965)
- Herbert Kemp (1965-1972)
- John Parkinson (1972-1978)
- Tom Turvey (1978-1982)
- Brian Hellowell (1982-1989)
- Jessie Carnegie (1989-1995)
- Peter Nurse (1995-1996)
- Jim Lee (1996-2001)
- Gareth Thomas (2001-2019)
- Anna Turley (2019)
- Chris Herries (2019-2020)
- Jim McMahon (depuis 2020)

### Secrétaires généraux
- Samuel Perry (en) (1917-1942)
- Jack Bailey (en) (1942-1962)
- Harold Campbell (en) (1962-1967)
- Ted Graham (1967-1974)
- David Wise (1974-1992)
- Peter Clarke (1992-1998)
- Peter Hunt (en) (1998-2008)
- Michael Stephenson (2008-2012)
- Karin Christiansen (2012-2015)
- Claire McCarthy (2015-2019)
- Joe Fortune (depuis 2019)

### Source
- (en) Cet article est partiellement ou en totalité issu de l’article de Wikipédia en anglais intitulé « Co-operative Party » (voir la liste des auteurs).